# Metamorphosis Transylvaniae (1936–1937)
Metamorphosis Transylvaniae, azaz: Erdélynek régi együgyű alázatos ideiben való gazdagságából ez mostani kevély, czifra felfordúlt állapotjában koldússágra való változása Apor Péter 1736-ban írt korrajzának címe hasonló munkák élén századok múlva is feléledt.
1. Venczel József 1936-ban indult rovata a Hitelben; e cím alatt hallatta az akkori magyar közélet minden fontos kérdésében a fiatalok véleményét.
2. Győri Illés István szerkesztésében 1937-ben Kolozsvárt kiadott tanulmánygyűjtemény. A bevezetés szerint a kötet Apor Péter munkájának 200. évfordulója alkalmából „történelmi tárgyilagossággal” kíván beszámolni az Erdély Romániához csatolása óta eltelt 18 év változásairól. A könyv alcíme: Országrészünk átalakulása 1918-1936.
Az I. részben A nagy átalakulás c. alatt Győri Illés István a politika, Turnowsky Sándor a társadalom, Mikes Imre a sajtó, Gaál Gábor az irodalom, Kőmíves Lajos a képzőművészet, Janovics Jenő a színjátszás, Szeghő Imre a jogszolgáltatás, Gyárfás Endre a közgazdaság és Karádi Nagy Lajos a sportélet terén történt változásokról értekezik. A II. rész Transzilvániai kalauz c. alatt az erdélyi városok metamorfózisának sajátos történetét rajzolja meg. Kolozsvárról Szász Endre, Nagyváradról Tabéry Géza, Temesvárról Kalotai Gábor, Aradról Károly Sándor, Brassóról Pogány Marcel, Marosvásárhelyről Benczel Béla, Szatmárnémetiről Baradlai László ad korhű képet. A kisvárosokról Gárdos Sándor, az Ókirályságba telepedett mintegy negyedmillió magyarról Kakassy Endre számol be. A városrajzokat minden esetben "közgazdasági térkép" követi a gyárak-iparvállalatok, pénz- és biztosító intézetek, kereskedelmi cégek bemutatásával.
Az egykorú cenzúra követelményei szerint a helynevek a magyar szövegben románul, román helyesírással szerepelnek, de a szerkesztő az akkori körülmények között is hangsúlyozta "az itt élő s különböző nyelveket beszélő népek együvé tartozását" az egyenlőség erdélyi sorsigénye szerint.